# Prodidomus seemani
Prodidomus seemani är en spindelart som beskrevs av Norman I. Platnick och Baehr 2006. Prodidomus seemani ingår i släktet Prodidomus och familjen Prodidomidae.
Artens utbredningsområde är Queensland. Inga underarter finns listade i Catalogue of Life.